# 志端
志端（19世纪？—1871年），富察氏，满洲镶黄旗人，清朝额驸，景寿之子，生母无记载，嫡母寿恩固伦公主。
志端为一品荫生。同治五年（1866年）九月，恭亲王奕訢之女、咸丰帝养女荣寿公主指配志端。是月成婚，赐戴双眼花翎。同治十年（1871年）十月十二日，志端去世，无嗣。光绪十五年（1889年），清德宗下诏以从子为志端之后嗣。